# Pond Cove
Pond Cove is een gemeentevrije plaats in de Canadese provincie Newfoundland en Labrador. De plaats bevindt zich aan de noordwestkust van het eiland Newfoundland.

## Geografie
Pond Cove ligt aan de noordwestkust van het Great Northern Peninsula, het meest noordelijke gedeelte van Newfoundland. De plaats ligt langs provinciale route 430, op 3 km ten noordoosten van Blue Cove en 7 km ten zuidwesten van Forresters Point. De plaats ligt op een klein schiereiland aan de zuidrand van Ste. Genevieve Bay.

## Demografie
Vanaf de volkstelling van 2001 deelt Statistics Canada de plaats in als onderdeel van de designated place genaamd Blue Cove-Pond Cove.
| Jaar | Aantal inwoners | Verschil |
| ---- | --------------- | -------- |
| 1991 | 89              | –        |
| 1996 | 75              | -15,7%   |
| 2001 | 98              | +30,7%   |